# Bistum San Felipe (Venezuela)
Das Bistum San Felipe (lat.: Dioecesis Sancti Philippi in Venetiola) ist eine in Venezuela gelegene römisch-katholische Diözese mit Sitz in San Felipe. Es umfasst den Bundesstaat Yaracuy.

## Geschichte
Papst Paul VI. gründete es mit der Apostolischen Konstitution Ex Quo Tempore es am 7. Oktober 1966 aus Gebietsabtretungen des Bistums Valencia en Venezuela und Erzbistums Barquisimeto, dem es auch als Suffragandiözese unterstellt wurde. 

## Bischöfe von San Felipe
- Tomás Enrique Gómez Márquez (30. November 1966 – 29. Februar 1992)
- Nelson Antonio Martinez Rust (29. Februar 1992 – 11. März 2016)
- Víctor Hugo Basabe (11. März 2016 – 31. Oktober 2023), dann Erzbischof von Coro
- Rubén Gregorio Delgado Carmona (seit 29. November 2024)

## Weblinks

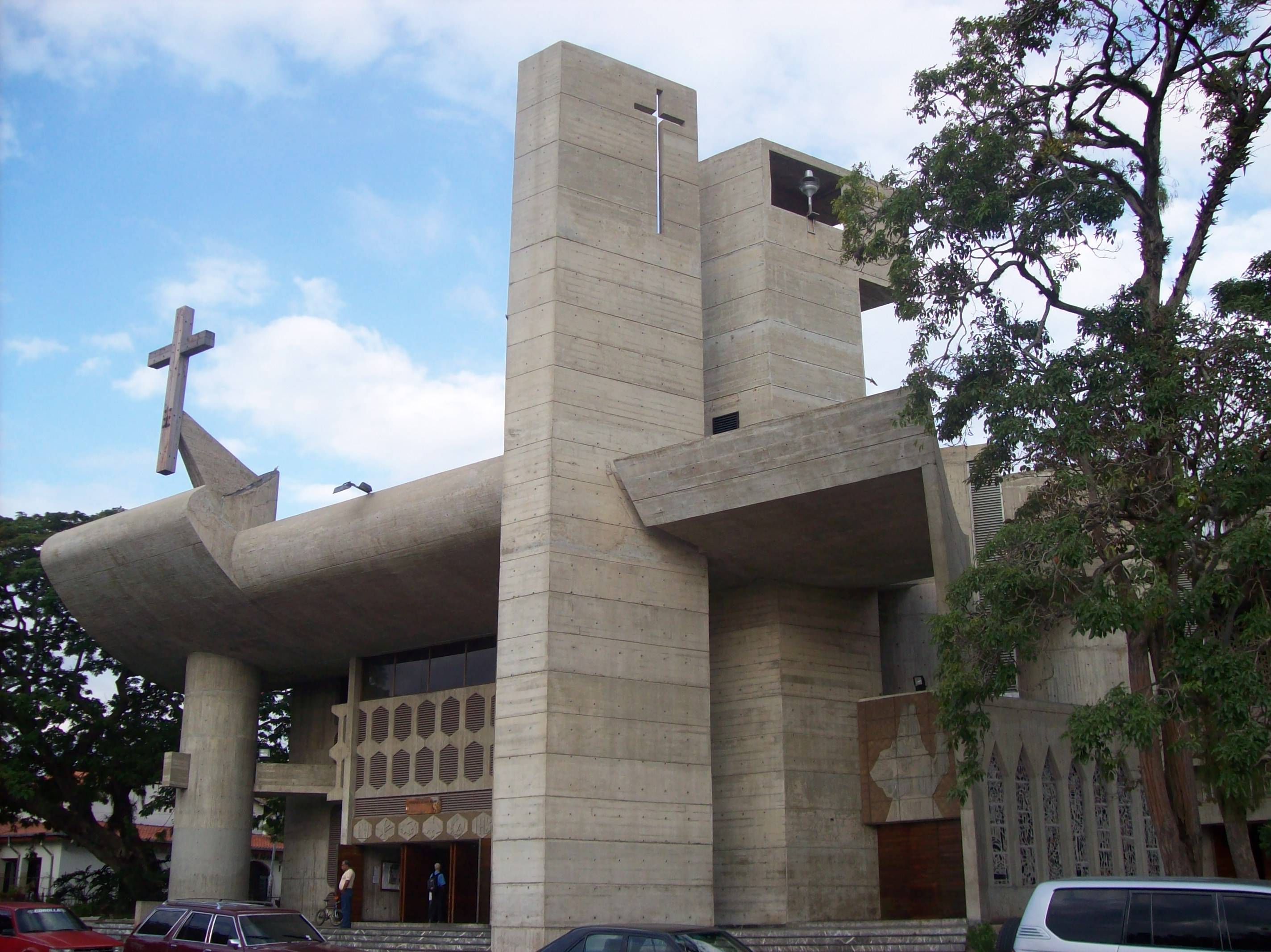
Catedral de San Felipe Apóstol